# A2 Racer III: Europa Tour
A2 Racer III: Europa Tour es un videojuego de carreras desarrollado y publicado por Davilex Games. El juego es la secuela de A2 Racer II. En la tercera parte, la carrera se desarrolla en carreteras de Alemania e Inglaterra.

## Jugabilidad
La jugabilidad sigue siendo la misma que las entregas anteriores con las carreras callejeras ilegales en carreteras y ciudades conocidas.
Durante las carreras, los jugadores deben recolectar potenciadores, como dinero, combustible y extensiones de tiempo. Tiene que evitar ser atrapado por la policía y llegar a la meta antes que sus oponentes.

## Características
El juego salió en 2 CD-ROM con un disco que mostraba escenas británicas, incluido el tráfico de izquierda. En el segundo disco corrieron en Alemania, atravesando reconocidas ciudades alemanas. Los 2 CD-ROM diferentes tenían sus propias voces en off además de ubicaciones únicas. Por ejemplo, en las carreras alemanas hay una cuenta atrás en alemán antes de una carrera.